# Iaia De Capitani
Iaia De Capitani (Lecco, ...) è una regista, coreografa e produttrice italiana.

## Biografia
Negli anni ottanta ha svolto attività di coreografa, sia per il cinema (collabora con Pasquale Festa Campanile al film Qua la mano, con Marco Ferreri a Il futuro è donna e con Castellano e Pipolo ai film Asso e Innamorato pazzo). Lavora anche per la televisione (programmi Rai e Mediaset) con nomi eccellenti quali Beppe Recchia, Antonio Ricci, Gino & Michele ecc.
Collabora anche con Dario Fo, per la trasmissione televisiva "Trasmissione Forzata" (RAI)
Successivamente passa a scrivere soggetti e testi per programmi televisivi e sit-com, e quindi passa alla regia, con programmi legati al cabaret e videoclip musicali.
Dal 2002 è manager della Premiata Forneria Marconi (PFM), per la quale produce e programma i tour italiani e mondiali.
Con la band collabora anche artisticamente, creando una grande sinergia artistico-manageriale. Suo è il progetto Stati di Immaginazione, il fortunato tour diventato un CD e un DVD.
Titolare delle Aereostella, ha editato i libri Codice Zena, di Riccardo Storti, un affascinante viaggio attraverso il rock genovese dal Settanta ad oggi e Nico di Palo - Il Rumore dell'Impatto, di Gianni Anastasi, una biografia generazionale attraverso le vicende musicali e personali dello storico leader dei New Trolls.
Ad ottobre 2006 diventa manager dei New Trolls, poi diventati La Leggenda New Trolls, con la seguente formazione: Nico Di Palo, Vittorio De Scalzi, Alfio Vitanza, Andrea Maddalone, Mauro Sposito e Francesco Bellia. Produce per loro Concerto Grosso The Seven Seasons. 
Da novembre 2006 è editrice di ImagineMag, un free press legato al mondo dell'immaginazione. 
Da febbraio 2007 è manager del Banco del Mutuo Soccorso, altra band storica. 
A novembre 2007 pubblica Concerto Grosso Trilogy Live 2 CD e 1 DVD registrato ad agosto in Piazza Unità di Italia a Trieste.

Nel 2008 pubblica 5 libri: 
- Myristica - Luci nell'ombra di Barbara Veterano, un fantasy visto dalla psicologia femminile;
- New Trolls Dal Pesto Al Sushi di Riccardo Storti, biografia della band;
- L'Uomo Dei Rockodrilli di Glauco Cartocci, raccolta di fantanecrologi;
- Come Era Nero Il Vinile di Glauco Cartocci, un noir ambientato nel mondo dei collezionisti di vinile;
- Un Viaggio Lungo 40 Anni - Senza Orario Senza Bandiera di Antonio Oleari, un grande approfondimento sul primo concept album della discografia italiana

Nel 2009 pubblica:
- Fairest Isle. L'epopea dell'electric folk britannico di Antonio Oleari
- Demetrio Stratos. Gioia e rivoluzione di una voce di Antonio Oleari
- Rock Map di Riccardo Storti